# هوغو أير
هوغو أير (بالإسبانية: Hugo Eyre Bernat) هو لاعب كرة قدم إسباني، ولد في 7 مايو 1994 في برشلونة في إسبانيا. لعب مع نادي ألباسيتي ب ونادي ألباسيتي.

## وصلات خارجية
- هوغو أير على موقع قاعدة بيانات كرة القدم.إي يو (الإنجليزية)
- هوغو أير على موقع Soccerway.com (الإنجليزية)
- هوغو أير على موقع AS.com (الإسبانية)